# Arsi Harju
Pour les articles homonymes, voir Harju.
Arsi Ilari Harju (né le 18 mars 1974 à Kurikka) est un athlète finlandais spécialiste du lancer du poids.

## Biographie
Il a remporté la médaille d'or de cette discipline aux Jeux olympiques d'été de 2000, avec un jet de 21,29 mètres. Son record personnel est de 21,39 mètres, réalisé le 22 septembre 2000 pour la qualification à la phase finale de ces mêmes jeux.
Grâce à son titre olympique et à celui de champion de Finlande, Arsi Harju a été désigné athlète finlandais de l'année 2000. 
Il a été le 12e lanceur à rejoindre le club des 20 mètres après avoir réussi un jet de 20,16 mètres, lors d'une compétition à Tampere le 2 mars 1997.
Arsi Harju est depuis l'année 2003, ambassadeur de bonne volonté de l'UNICEF pour la Finlande.

### Palmarès
| Date | Compétition                    | Lieu            | Résultat | Performance |
| ---- | ------------------------------ | --------------- | -------- | ----------- |
| 1992 | Championnats du monde juniors  | Séoul           | 11e      | 16,94 m     |
| 1993 | Championnats d'Europe juniors  | Saint-Sébastien | 3e       | 17,82 m     |
| 1997 | Championnats du monde en salle | Paris           | 8e       | 20,00 m     |
| 1998 | Championnats d'Europe en salle | Valence         | 3e       | 20,53 m     |
| 1999 | Championnats du monde en salle | Maebashi        | 5e       | 20,38 m     |
| 2000 | Jeux olympiques                | Sydney          | 1er      | 21,29 m     |
| 2001 | Championnats du monde          | Edmonton        | 3e       | 20,93 m     |
| 2002 | Championnats d'Europe          | Munich          | 4e       | 20,47 m     |
| 2003 | Championnats du monde en salle | Birmingham      | 4e       | 20,96 m     |

### Records
| Épreuve         | Performance | Lieu   | Date              |
| --------------- | ----------- | ------ | ----------------- |
| Lancer du poids | 21,39 m     | Sydney | 22 septembre 2000 |

| Épreuve         | Performance | Lieu     | Date            |
| --------------- | ----------- | -------- | --------------- |
| Lancer du poids | 21,00 m     | Korsholm | 12 février 2003 |